# Listets (distrikt i Bulgarien, Silistra)
Listets (bulgariska: Листец) är ett distrikt i Bulgarien.   Det ligger i kommunen Obsjtina Glavinitsa och regionen Silistra, i den nordöstra delen av landet, 300 km öster om huvudstaden Sofia.
Trakten runt Listets består till största delen av jordbruksmark. Runt Listets är det ganska tätbefolkat, med 65 invånare per kvadratkilometer.